# Anna Osceola
Anna Osceola (ur. 8 kwietnia 1988 w Cambridge, Massachusetts) – amerykańska aktorka filmowa i telewizyjna.

## Filmografia

### Filmy
- 2008: Spisek w New Hope – dziewczyna#1
- 2008: Superhero – fanka Stephena Hawkinga
- 2008: Wielki film – Molly Duncan

### Seriale
- 2008: Ocalić Grace – Lisa (odcinek 15)
- 2008–2009: Greek – Robin Wylie (3 odcinki)
- 2011: Partnerki – Abigail Sherman (odcinek 11)
- 2012: Na linii strzału – Casey Logan (odcinek 61)
- 2012: Agenci NCIS – Grace Watkins (odcinek 212)
- 2015: Mad Men – Clementine (odcinek 92)
- 2016: Prawo i porządek: sekcja specjalna – Janie Spears (odcinek 394)
- 2017: Bull – Kira Petrova (odcinek 18)
- 2017: Prawo i porządek: Prawdziwa zbrodnia – Noelle Terlesky (4 odcinki)